# Ganglio estallado
El ganglio estallado es aquel ganglio invadido masivamente por un cáncer que le ha engrosado, infiltrando todas sus capas e incluso ha llegado a invadir los tejidos vecinos. También se describe como adenopatía infiltrada con "rotura capsular".
- El contenido de este artículo incorpora material de una entrada de la Enciclopedia Libre Universal, publicada en español bajo la licencia Creative Commons Compartir-Igual 3.0.

- Datos: Q5875171